# Алан Бріджес
А́лан Брі́джес (англ. Alan Bridges; нар. 28 вересня 1927, Ліверпуль, Англія — пом. 7 грудня 2013, Англія) — британський телевізійний і кінорежисер, сценарист.

## Біографія
Алан Бріджес народився 28 вересня 1927 року в Ліверпулі, Англія. Навчався акторській майстерності в Королівській академії драматичного мистецтва в Лондоні, яку закінчив у 1948 році. У 1950-х роках працював над постановками телевистав. Створив понад 40 кіно- і телепостановок.
Найуспішнішою режисерською роботою Алана Бріджеса став фільм «Наймит» (1973), за який він отримав головний приз 26-го Каннського міжнародного кінофестивалю — Золоту пальмову гілку (разом з фільмом «Опудало» режисера Джеррі Шацберґа).
Стрічкою Бріджеса «Мертвий сезон» (1975) було відкрито 25-й Берлінський міжнародний кінофестиваль (1975), а фільм «На полюванні» (1985) відкривав 14-й Московський міжнародний кінофестиваль.

## Фільмографія
| Рік       |     | Назва українською              | Оригінальна назва                 | Режисер | Сценарист |
| --------- | --- | ------------------------------ | --------------------------------- | ------- | --------- |
| 1960-1963 | т/с | Мегре                          | Maigret                           | Так     |           |
| 1960-1962 | т/с | Таємничий театр Едгара Воллеса | The Edgar Wallace Mystery Theatre | Так     |           |
| 1962-1978 | т/с | Автомобілі Z                   | Z Cars                            | Так     |           |
| 1962–1963 | т/с | Невідомість                    | Suspense                          | Так     |           |
| 1963–1964 | т/с | Прем'єра                       | First Night                       | Так     |           |
| 1964–1969 | т/с | Детектив                       | Detective                         | Так     |           |
| 1964–1965 | т/с | Історія параду                 | Story Parade                      | Так     |           |
| 1964–1970 | т/с | Ігри по середах                | The Wednesday Play                | Так     |           |
| 1964–1968 | т/с | Театр 625                      | Theatre 625                       | Так     | Так       |
| 1965–1971 | т/с | З нізвідки                     | Out of the Unknown                | Так     |           |
| 1965–1973 | т/с | Тридцять хвилин театру         | Thirty-Minute Theatre             | Так     |           |
| 1965–1983 | т/с | BBC: П'єса місяця              | BBC Play of the Month             | Так     |           |
| 1966      |     | Вторгнення                     | Invasion                          | Так     |           |
| 1967      | т/с | Великі надії                   | Great Expectations                | Так     |           |
| 1970–1984 | т/с | П'єса дня                      | Play for Today                    | Так     |           |
| 1972      | т/ф | Шеллі                          | Shelley                           | Так     |           |
| 1973      |     | Наймит                         | The Hireling                      | Так     |           |
| 1974–1983 | т/с | Театр BBC2                     | BBC2 Playhouse                    | Так     |           |
| 1974      | т/ф | Коротка зустріч                | Brief Encounter                   | Так     |           |
| 1975      | т/ф | Дикуни                         | Savages                           | Так     |           |
| 1975      |     | Мертвий сезон                  | Out of Season                     | Так     |           |
| 1977      |     | Епоха невинності               | Age of Innocence                  | Так     |           |
| 1978      | т/ф | Субота, неділя, понеділок      | Saturday, Sunday, Monday          | Так     |           |
| 1978      |     | Дівчинка у блакитному оксамиті | La petite fille en velours bleu   | Так     | Так       |
| 1980      | т/ф | Дощ на даху                    | Rain on the Roof                  | Так     |           |
| 1981      | т/ф | Ну, звичайно                   | Very Like a Whale                 | Так     |           |
| 1981–1994 | т/с | Американський театр            | American Playhouse                | Так     |           |
| 1982      |     | Повернення солдата             | The Return of the Soldier         | Так     |           |
| 1983      | т/ф | Простак Вільсон                | Pudd'nhead Wilson                 | Так     |           |
| 1984      |     | На полюванні                   | The Shooting Party                | Так     |           |
| 1985      | т/ф | Переміщена особа               | Displaced Person                  | Так     |           |
| 1987      |     | Здібний учень                  | Apt Pupil                         | Так     |           |
| 1990      | т/ф | Повість про порося Робінсона   | The Tale of Little Pig Robinson   | Так     |           |

## Визнання
| Нагороди та номінації Алана Бріджеса  | Нагороди та номінації Алана Бріджеса               | Нагороди та номінації Алана Бріджеса | Нагороди та номінації Алана Бріджеса |
| Рік                                   | Категорія                                          | Фільм                                | Результат                            |
| ------------------------------------- | -------------------------------------------------- | ------------------------------------ | ------------------------------------ |
| Каннський міжнародний кінофестиваль   |                                                    |                                      |                                      |
| 1973                                  | Золота пальмова гілка                              | Наймит                               | Перемога                             |
| 1982                                  | Золота пальмова гілка                              | Повернення солдата                   | Номінація                            |
| Берлінський міжнародний кінофестиваль |                                                    |                                      |                                      |
| 1975                                  | Золотий ведмідь                                    | Мертвий сезон                        | Номінація                            |
| Міжнародний кінофестиваль у Чикаго    |                                                    |                                      |                                      |
| 1975                                  | Гран-прі Золотий Г'юґо за найкращий художній фільм | Мертвий сезон                        | Номінація                            |
| Московський міжнародний кінофестиваль |                                                    |                                      |                                      |
| 1985                                  | Золотий приз                                       | На полюванні                         | Номінація                            |